# Philippe Kinzumbi
Philippe Kinzumbi, né le 20 mai 2000 à Kinshasa, est un footballeur congolais évoluant au poste d'ailier gauche. Il joue actuellement pour le Club Africain dans le championnat tunisien et représente également l'équipe nationale congolaise.

## Carrière

### JS Bazano
Kinzumbi dispute sa dernière saison avec Bazano en 2019-2020 puis s'engage avec le TP Mazembe.

### TP Mazembe
En juillet 2022, Philippe Kinzumbi a signé avec le prestigieux TP Mazembe, l'un des clubs les plus titrés d'Afrique. Durant son passage, il a joué 89 matchs et inscrit 7 buts et 22 psd, contribuant aux succès du club dans les compétitions nationales et continentales,,.

### Club Africain
Le 19 juillet 2024, Philippe Kinzumbi a rejoint le Club Africain dans le championnat tunisien, faisant de lui l'une des recrues phares du mercato estival. Depuis son arrivée, il a disputé 14 matchs et marqué 3 buts, devenant rapidement un élément clé dans l'attaque du club,.

## Carrière internationale
Philippe Kinzumbi a été convoqué pour la première fois avec l'équipe nationale congolaise en 2021. Depuis, il a accumulé 9 sélections et marqué 1 but, participant notamment aux éliminatoires de la Coupe d'Afrique des Nations.